# Polygonum psammophilum
Polygonum psammophilum — вид або підвид рослин з родини гречкові (Polygonaceae), поширений Україні й Білорусі. На ресурсі «The Euro+Med PlantBase» таксон позначено як попередньо прийнятий вид; на ресурсі «The Plant List» — як невирішений.

## Поширення
Цей вид або підвид зростає на територіях України й Білорусі.